# Johan 1. af Portugal
Johan 1. (portugisisk: João I), kaldet Johan den Store (portugisisk: João o Grande), (født 11. april 1357, død 14. august 1433) var den tiende konge af Portugal, der regerede fra 1385 til 1433. Han var uægte søn af Peter 1. af Portugal og var far til blandt andre Henrik Søfareren.
Han hævdede Portugals uafhængighed af Kastilien i Slaget ved Aljubarota i 1385 og begyndte kampen mod maurerne i Spanien, hvor han i 1415 erobrede Ceuta.
Johan 1. giftede sig den 11. februar 1387 i Porto med Philippa af Lancaster (1360–1426), som var datter af Johan af Gent og Blanche af Lancaster.

## Eksterne links
- Wikimedia Commons har flere filer relateret til Johan 1. af Portugal

1. ↑  Navnet er anført på engelsk og stammer fra Wikidata hvor navnet endnu ikke findes på dansk.